# Mocejón
Mocejón ist ein Ort und eine zentralspanische Gemeinde (municipio) mit 5.172 Einwohnern (Stand: 2024) in der Provinz Toledo im Norden der Autonomen Gemeinschaft Kastilien-La Mancha. 

## Lage und Klima
Mocejón liegt etwa 60 km (Fahrtstrecke) südsüdwestlich von Madrid und etwa 13 km nordöstlich von Toledo in der historischen Provinz La Mancha in einer Höhe von ca. 430 m. Der Tajo, in den hier der Canal de Jarama mündet, begrenzt die Gemeinde im Süden und Südosten. Durch die Gemeinde führen die Autovía A-40 und die Autopista A-41. 
Das Klima im Winter ist rau, im Sommer dagegen trocken und warm; der spärliche Regen (ca. 447 mm/Jahr) fällt überwiegend in den Wintermonaten.

## Bevölkerungsentwicklung
| Jahr      | 1970 | 1981 | 1991 | 2001 | 2011 | 2021 |
| Einwohner | 3389 | 3495 | 3936 | 4195 | 4864 | 5009 |

Trotz der zunehmenden Mechanisierung der Landwirtschaft und der Aufgabe bäuerlicher Kleinbetriebe ist die Bevölkerung – hauptsächlich durch Zuwanderung – seit den 2000er Jahren deutlich angestiegen.

## Sehenswürdigkeiten
- Stefanuskirche (Iglesia de San Esteban Protomártir)
- Kapelle von Vera Cruz(Ermita de Santa Juana)

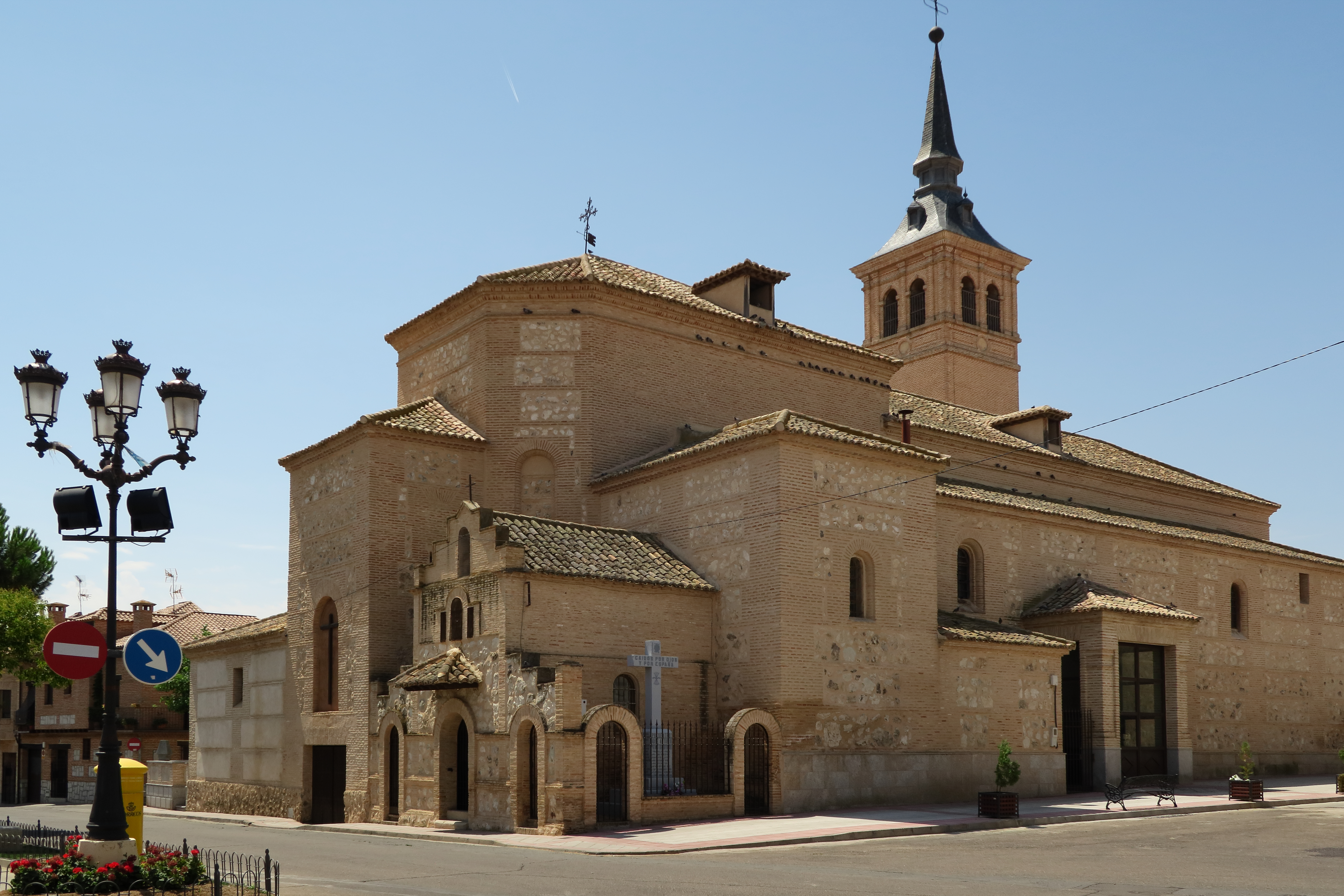
Stefanuskirche
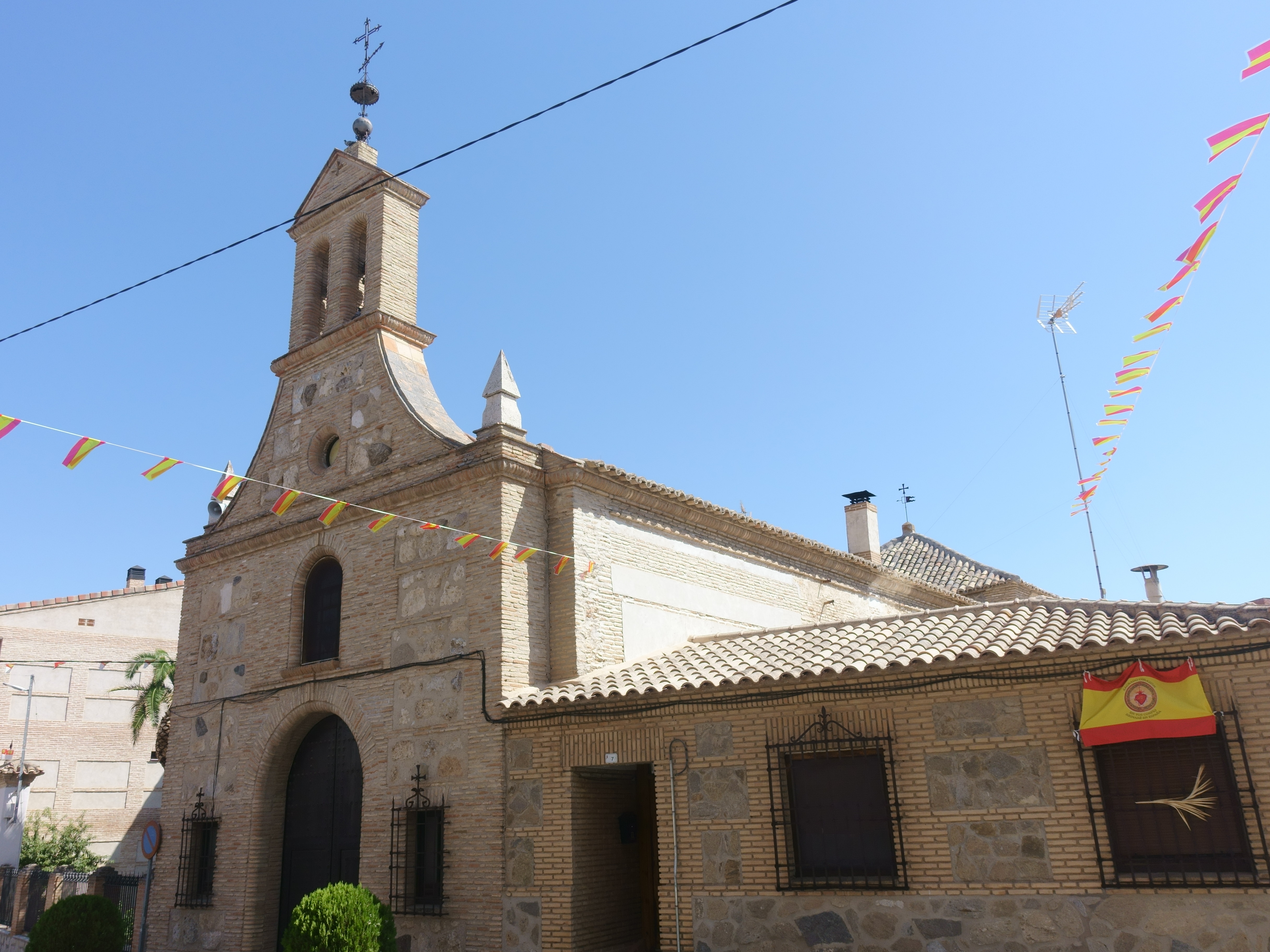
Kapelle von Vera Cruz
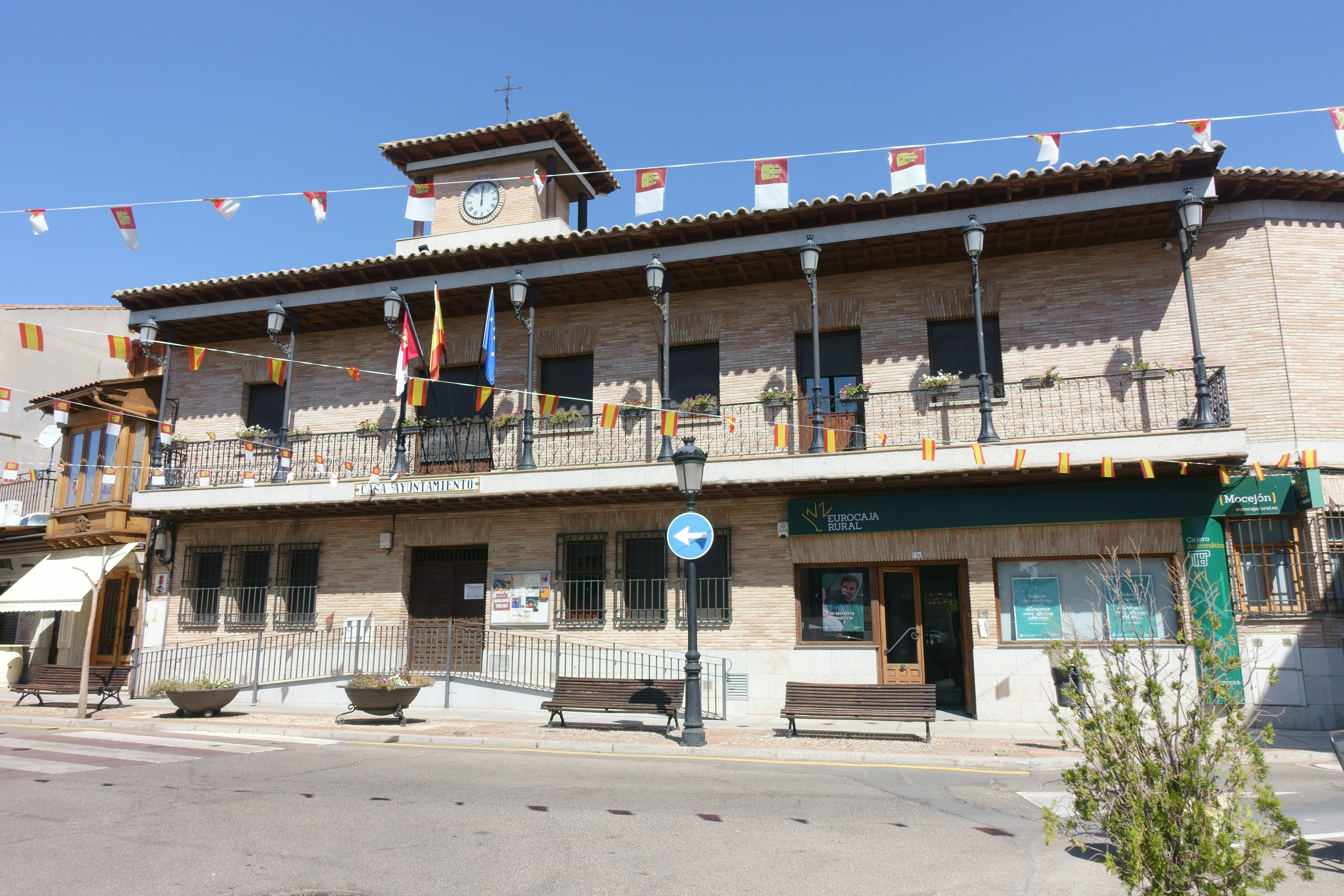
Rathaus

## Persönlichkeiten
- Robert de Bracquemont (um 1350–1419), französischer Admiral, in Mocejón verstorben